# Liste d'œuvres d'art public dans les Alpes-Maritimes
Cet article vise à recenser les œuvres d'art dans l'espace public dans le département des Alpes-Maritimes, en France.

## Liste
Les œuvres sont classées par ordre alphabétique de communes et, au sein de celles-ci, par ordre chronologique d'installation, dans la mesure des informations disponibles.

### Sculptures
| Œuvre                                          | Auteur                 | Commune               | Localisation                                              | Notes                                      | Installation                               | Coordonnées                                | Illustration                                   |
| ---------------------------------------------- | ---------------------- | --------------------- | --------------------------------------------------------- | ------------------------------------------ | ------------------------------------------ | ------------------------------------------ | ---------------------------------------------- |
| L'Arbre de vie                                 | Jean-Michel Meurice    | Antibes               | Musée Picasso                                             |                                            | 1988                                       | 43° 34′ 50″ nord, 7° 07′ 42″ est           | L'Arbre de vie                                 |
| Buste d'Albert 1er de Belgique                 | À déterminer           | Antibes               | À déterminer                                              | Représente Albert Ier.                     | À déterminer                               | à géolocaliser                             | Buste d'Albert 1er de Belgique                 |
| Buste de Jean-Étienne Championnet              | À déterminer           | Antibes               | Marché provençal                                          | Représente Jean-Étienne Championnet.       | À déterminer                               | à géolocaliser                             | Buste de Jean-Étienne Championnet              |
| Buste de Sidney Bechet                         | Abel Chrétien          | Antibes               | À déterminer                                              |                                            | À déterminer                               | à géolocaliser                             | Image manquante                                |
| Buste de Victor Hugo                           | Galy                   | Antibes               | À déterminer                                              | Représente Victor Hugo.                    | À déterminer                               | à géolocaliser                             | Buste de Victor Hugo                           |
| Buste de Donat-Joseph Méro                     | À déterminer           | Cannes                | À déterminer                                              |                                            | À déterminer                               | à géolocaliser                             | Buste de Donat-Joseph Méro                     |
| Buste de Georges Pompidou                      | À déterminer           | Cannes                | La Croisette                                              | Représente Georges Pompidou.               | À déterminer                               | à géolocaliser                             | Buste de Georges Pompidou                      |
| Statue de Jeanne d'Arc                         | À déterminer           | Cannes                | À déterminer                                              | Représente Jeanne d'Arc.                   | À déterminer                               | à géolocaliser                             | Statue de Jeanne d'Arc                         |
| Monument à Virginie Hériot                     | À déterminer           | Cannes                | À déterminer                                              | Représente Virginie Hériot.                | À déterminer                               | à géolocaliser                             | Monument à Virginie Hériot                     |
| Le Peintre prisonnier                          | Jean Le Gac            | Cannes                | Fort royal de l'île Sainte-Marguerite                     |                                            | 1992                                       | 43° 31′ 08″ nord, 7° 02′ 50″ est           | Image manquante                                |
| La Reprise du vainqueur                        | Arthur Le Duc          | Cannes                | Square Prosper-Mérimée                                    |                                            | À déterminer                               | à géolocaliser                             | La Reprise du vainqueur                        |
| La Croix des Gardes                            | Jean-Yves Lechevallier | Cannes                | La Croix-des-Gardes                                       |                                            | 1990                                       | 43° 19′ 58″ nord, 6° 35′ 33″ est           | La Croix des Gardes                            |
| Totems les Magnolias                           | Elizabeth Foyé         | Carros                | Rue de l'Aspre, résidence Les Magnolias                   |                                            | 2012                                       | 43° 46′ 27″ nord, 7° 11′ 27″ est           | Image manquante                                |
| Aire de méditation                             | Bernard Dejonghe       | La Gaude              | Cimetière                                                 |                                            | 1985                                       | 43° 40′ 13″ nord, 7° 08′ 41″ est           | Image manquante                                |
| Statue de Jean-Honoré Fragonard                | À déterminer           | Grasse                | À déterminer                                              | Représente Jean-Honoré Fragonard.          | À déterminer                               | à géolocaliser                             | Statue de Jean-Honoré Fragonard                |
| Statue du comte de Grasse                      | À déterminer           | Le Bar-sur-Loup       | Sur la place de la Mairie                                 | Représente François Joseph Paul de Grasse. | À déterminer                               | à géolocaliser                             | Statue du comte de Grasse                      |
| Buste de James Henry Bennett                   | À déterminer           | Menton                | À déterminer                                              | Représente James Henry Bennett.            | À déterminer                               | 43° 46′ 30″ nord, 7° 30′ 00″ est           | Buste de James Henry Bennett                   |
| Monument au rattachement de Menton à la France | À déterminer           | Menton                | Jardins Biovès                                            |                                            | À déterminer                               | 43° 46′ 30″ nord, 7° 29′ 46″ est           | Monument au rattachement de Menton à la France |
| Aile Entravée                                  | Jean-Yves Lechevallier | Menton                | Jardins du Palais Carnolès-Musée des Beaux Arts de Menton |                                            | 1994                                       | 43° 45′ 59″ nord, 7° 29′ 17″ est           | Aile Entravée                                  |
| Clairière des jardins - Bois des transparences | Gilles Clément         | Mouans-Sartoux        | Château de Mouans                                         |                                            | 2007                                       | 43° 37′ 13″ nord, 6° 58′ 09″ est           | Image manquante                                |
| Buste de François Lamy                         | À déterminer           | Mougins               | À déterminer                                              | Représente François Lamy (explorateur).    | À déterminer                               | à géolocaliser                             | Buste de François Lamy                         |
| Monument à Roger Verger                        | À déterminer           | Mougins               | Place Roger-Verger                                        |                                            | À déterminer                               | à géolocaliser                             | Image manquante                                |
|                                                |                        | Nice                  | Voir la liste des œuvres publiques de Nice                | Voir la liste des œuvres publiques de Nice | Voir la liste des œuvres publiques de Nice | Voir la liste des œuvres publiques de Nice | Voir la liste des œuvres publiques de Nice     |
| Humakos V                                      | Jean-Yves Lechevallier | Peymeinade            | Carrefour du Maréchal Juin                                |                                            | À déterminer                               | 43° 22′ 48″ nord, 6° 31′ 48″ est           | Humakos V                                      |
| Trois croix d'acier                            | Bernar Venet           | Roquebrune-sur-Argens | À déterminer                                              |                                            | 1991                                       | 43° 56′ 48″ nord, 7° 10′ 44″ est           | Image manquante                                |
| Bénitier de boules                             | Giuliano Mancini       | Saint-Paul-de-Vence   | À déterminer                                              |                                            | À déterminer                               | à géolocaliser                             | Image manquante                                |
| Le Chat                                        | Giuliano Mancini       | Saint-Paul-de-Vence   | À déterminer                                              |                                            | À déterminer                               | à géolocaliser                             | Image manquante                                |
| L'Envol                                        | Jean-Marie Fondacaro   | Saint-Paul-de-Vence   | Remparts de Saint-Paul-de-Vence                           |                                            | 2008                                       | 43° 41′ 50″ nord, 7° 07′ 17″ est           | L'Envol                                        |
| L'Envol                                        | Jean-Michel Folon      | Saint-Paul-de-Vence   | À déterminer                                              |                                            | À déterminer                               | à géolocaliser                             | Image manquante                                |
| Lucky 1993                                     | Rémi Pesce             | Saint-Paul-de-Vence   | Place de la Pignataire                                    |                                            | À déterminer                               | à géolocaliser                             | Image manquante                                |
| Myriam                                         | Théo Tobiasse          | Saint-Paul-de-Vence   | À déterminer                                              |                                            | À déterminer                               | à géolocaliser                             | Image manquante                                |
| Le Penseur                                     | Auguste Rodin          | Saint-Paul-de-Vence   | À déterminer                                              |                                            | À déterminer                               | à géolocaliser                             | Le Penseur                                     |
| Aphrodite                                      | Jean Laniau            | Théoule-sur-Mer       | À déterminer                                              |                                            | 2012                                       | à géolocaliser                             | Image manquante                                |
| Le Bouliste                                    | Capo Sasso             | Théoule-sur-Mer       | Parvis de l'office du tourisme                            |                                            | 2013                                       | à géolocaliser                             | Image manquante                                |
| Buste de Charles Dahon                         | Tiziano                | Théoule-sur-Mer       | À déterminer                                              |                                            | 2000                                       | à géolocaliser                             | Image manquante                                |
| Déesse marine                                  | Serge Sallan           | Théoule-sur-Mer       | À déterminer                                              |                                            | 1990                                       | à géolocaliser                             | Image manquante                                |
| Diane de l'Estérel                             | Popoy                  | Théoule-sur-Mer       | À déterminer                                              |                                            | À déterminer                               | à géolocaliser                             | Image manquante                                |
| L'Envol                                        | Jean-Paul Bongibault   | Théoule-sur-Mer       | Parvis de l'office du tourisme                            |                                            | 2013                                       | à géolocaliser                             | Image manquante                                |
| Femme allongée                                 | Popoy                  | Théoule-sur-Mer       | À déterminer                                              |                                            | 1993                                       | à géolocaliser                             | Image manquante                                |
| Galatée                                        | Saintout               | Théoule-sur-Mer       | Promenade Pradayrol.                                      |                                            | 1988                                       | à géolocaliser                             | Image manquante                                |
| La Rascasse                                    | Claude Vallois         | Théoule-sur-Mer       | Parvis de l'office du tourisme                            |                                            | 2013                                       | à géolocaliser                             | Image manquante                                |
| Les Sangliers de l'Esterel                     | Golec & Golec          | Théoule-sur-Mer       | Parvis de l'office du tourisme                            |                                            | 2013                                       | à géolocaliser                             | Image manquante                                |
| Temple du paradis                              | Saintout               | Théoule-sur-Mer       | À déterminer                                              |                                            | À déterminer                               | à géolocaliser                             | Image manquante                                |
| Point d'Orgue                                  | Jean-Yves Lechevallier | La Trinité            | Entrée du tunnel de Monaco                                |                                            | 1992                                       | 43° 44′ 47″ nord, 7° 22′ 47″ est           | Point d'Orgue                                  |
| Le Vent                                        | Popoy                  | Théoule-sur-Mer       | Parvis de l'office du tourisme                            |                                            | 2013                                       | à géolocaliser                             | Image manquante                                |
| Buste de Jean Cocteau                          | Cyril de La Patellière | Villefranche-sur-Mer  | À déterminer                                              |                                            | À déterminer                               | à géolocaliser                             | Image manquante                                |

### Monuments aux morts
| Œuvre                           | Auteur       | Commune         | Localisation           | Notes | Installation | Coordonnées    | Illustration       |
| ------------------------------- | ------------ | --------------- | ---------------------- | ----- | ------------ | -------------- | ------------------ |
| Monument aux morts              | À déterminer | Cannes          | À déterminer           |       | À déterminer | à géolocaliser | Monument aux morts |
| Monument aux morts              | À déterminer | Théoule-sur-Mer | Place Général-Bertrand |       | À déterminer | à géolocaliser | Image manquante    |
| Monument aux morts de 1939-1945 | À déterminer | Théoule-sur-Mer | À déterminer           |       | À déterminer | à géolocaliser | Image manquante    |

### Fontaines
| Œuvre               | Auteur                 | Commune         | Localisation              | Notes | Installation | Coordonnées                      | Illustration        |
| ------------------- | ---------------------- | --------------- | ------------------------- | ----- | ------------ | -------------------------------- | ------------------- |
| Fontaine Concrétion | Jean-Yves Lechevallier | Théoule-sur-Mer | Place du Général-Bertrand |       | 1987         | 43° 30′ 22″ nord, 6° 56′ 23″ est | Fontaine Concrétion |